# Karl Decker
Karl Decker, född 30 november 1897 i Borntin i närheten av Stettin, död 21 april 1945 i Groß Brunsrode, var en tysk militär. Decker befordrades till generalmajor i december 1943 och till general i pansartrupperna i december 1944. Han erhöll Riddarkorset av Järnkorset med eklöv och svärd den 26 april 1945.
Efter att ha blivit omringad i Ruhrfickan i april 1945 begick Decker självmord.

## Befäl
- Bataljonschef för 36. pansarvärnsbataljonen: oktober 1936 – april 1940
- Bataljonschef vid 3. pansarregementet: april 1940 – maj 1941
- Befälhavare för 3. pansarregementet: maj 1941 – februari 1943
- Inspektör vid pansartrupperna: april – juni 1943
- Befälhavare för 3. pansarbrigaden: juni – september 1943
- Befälhavare för 5. Panzer-Division: oktober 1943 – oktober 1944
- Befälhavare för XXXIX. pansarkåren: oktober 1944 – april 1945

## Utmärkelser
Första världskriget
- Järnkorset av andra klassen: 22 juni 1915
- Järnkorset av första klassen: 1 november 1916
- Hansakorset för Hamburg: 20 december 1917
- Ärekorset

Andra världskriget
- Tilläggsspänne till Järnkorset av andra klassen: 27 september 1939
- Tilläggsspänne till Järnkorset av första klassen: 20 november 1939
- Såradmärket i svart: 26 juni 1940
- Östfrontsmedaljen: 15 juli 1942
- Pansarstridsmärket: 1 juni 1940
- Tyska korset i guld: 1 augusti 1942
- Riddarkorset av Järnkorset med eklöv och svärd
  - Riddarkorset: 13 juni 1941
  - Eklöv: 4 maj 1944
  - Svärd: 26 april 1945 (postum utmärkelse)
- Omnämnd i Wehrmachtbericht vid fyra tillfällen: 11 december 1943, 2 mars 1944, 5 augusti 1944 och 12 oktober 1944

### Webbkällor
- Miller, Michael D.; Collins, Gareth. ”General der Panzertruppe Karl Decker” (på engelska). Axis Biographical Research. Arkiverad från originalet den 13 december 2014. https://web.archive.org/web/20091029025943/http://geocities.com/~orion47/WEHRMACHT/HEER/General/DECKER_KARL.html. Läst 13 september 2014.